# Kurt Van de Wouwer
Kurt Van de Wouwer (Herentals, 24 de septiembre de 1971) es un ciclista belga. Debutó como profesional en 1994 y se retiró en 2006. Desde 2013 es director deportivo del conjunto Lotto Soudal. 

## Palmarés
1993 (como amateur)
- Tríptico de las Ardenas, más 1 etapa

1997
- Circuito Montañés
- 2 etapas de la Hofbrau Cup
- 3.º en el Campeonato de Bélgica en Ruta

## Resultados en Grandes Vueltas y Campeonatos del Mundo
| Carrera         | Carrera         | 1994 | 1995 | 1996 | 1997 | 1998 | 1999 | 2000 | 2001 | 2002 | 2003 | 2004 | 2005 | 2006 |
| --------------- | --------------- | ---- | ---- | ---- | ---- | ---- | ---- | ---- | ---- | ---- | ---- | ---- | ---- | ---- |
|                 | Giro de Italia  | —    | —    | —    | —    | —    | —    | —    | —    | 26.º | —    | —    | —    | —    |
|                 | Tour de Francia | —    | —    | —    | —    | 16.º | 11.º | 17.º | Ab.  | —    | 62.º | —    | —    | —    |
|                 | Vuelta a España | —    | —    | —    | —    | —    | 31.º | —    | —    | —    | 66.º | —    | —    | —    |
| Mundial en Ruta | Mundial en Ruta | —    | Ab.  | —    | 81.º | Ab.  | Ab.  | —    | —    | —    | —    | —    | —    | —    |

—: no participa

Ab.: abandono